# Guerra Líbia-Egito
A Guerra Líbia-Egito foi uma guerra curta na fronteira entre a Líbia e o Egito, em julho de 1977.
Em 21 de julho de 1977, houve tiroteios em primeiro lugar entre as tropas na fronteira, seguidos por ataques aéreos e terrestres. No dia 24 de julho, os combatentes concordaram com um cessar-fogo sob a mediação do presidente da Argélia, Houari Boumédiène.

## Antecedentes
As relações entre os governos da Líbia e do Egito estavam se deteriorando desde a Guerra do Yom Kippur de outubro de 1973, devido à oposição da Líbia para a política de paz de Sadat, bem como o colapso das negociações de unificação entre os dois governos. Além disso, o governo egípcio havia rompido seus laços militares com Moscou, enquanto o governo da Líbia continuava com a cooperação. O governo egípcio também deu apoio aos ex-membros da RCC, major Abd al Munim al Huni e Omar Muhayshi, que tentou sem sucesso derrubar Gaddafi em 1975 e permitiu que residissem no Egito. Em 1976, as relações atingiram um refluxo, com o governo egípcio alegando ter descoberto uma conspiração da Líbia para derrubá-lo. Em 26 de janeiro de 1976, o vice-presidente egípcio, Hosni Mubarak, indicou em uma conversa com o embaixador dos Estados Unidos, Hermann Eilts, que o governo egípcio destinava-se a explorar problemas internos na Líbia para promover ações contra a Líbia, mas não deu mais detalhes. Em 22 de julho de 1976, o governo líbio fez uma ameaça pública de romper relações diplomáticas com o Cairo se as ações subversivas do Egito continuassem. Em 08 de agosto de 1976, uma explosão ocorrida no banheiro de um escritório do governo na praça Tahrir, no Cairo, feriu 14 pessoas, e o governo egípcio informou na mídia de que isso havia sido feito por agentes líbios. O governo egípcio também afirmou ter detido dois cidadãos egípcios treinados pela inteligência da Líbia para efetuar sabotagens no Egito.
O governo da Líbia afirmou ter descoberto uma rede de espionagem egípcia na Líbia. Círculos diplomáticos dos EUA viram esta tensão como um sinal das intenções da Líbia de ir à guerra contra o Egito, e um diplomata até se atreveu a observar:
"O governo prevê um ataque militar do Egito, que espera para explorar e provocar a queda de Sadat."
O governo do Egito ao longo de 1976, foi concentrando tropas na fronteira da Líbia. Contava com o apoio do governo dos EUA, que via negativamente a Líbia, e foi prometido por Washington de que nenhum movimento nas relações EUA-Líbia seria feito sem consultar Cairo. Especialistas em política dos Estados Unidos e Inglaterra, avaliaram que Sadat estava planejando um ataque contra a Líbia a fim de derrubar Gaddafi.
As tensões entre os dois países tinham aumentado durante abril e maio de 1977, quando manifestantes atacaram embaixadas uns dos outros. Em junho de 1977, o líder líbio Muammar al-Gaddafi ordenou a 225 mil egípcios que trabalhavam e residiam na Líbia de abandonar o país até 01 de julho, ou seriam presos.

## Sequência de operações
Em junho de 1977, milhares de manifestantes líbios começaram a "marchar sobre o Cairo". Os líbios queriam protestar contra a crescente probabilidade de que o Egito iria entrar em um tratado de paz com Israel. Em 20 de julho de 1977 após a marcha de protesto ter sido parada por guardas de fronteira egípcios, unidades de artilharia da Líbia dispararam contra o Egito em Sallum. Em meados de julho, o Mossad, por ordens do governo de Israel, entregou a informação do governo egípcio sobre uma conspiração da Líbia para assassinar Sadat.
Em 21 de julho de 1977, as forças líbias realizaram uma incursão em Sallum, semelhante a outro ataque realizado dois dias antes. O ataque foi realizado pelo 9º Batalhão de Tanques e apoiado por algumas aeronaves Mirage 5.
Anwar Sadat e seus generais ordenaram três divisões pesadamente armadas para a fronteira da Líbia quando a notícia do avanço dos tanques líbios chegou até eles. As três divisões rapidamente derrotaram as brigadas da Líbia, destruindo a maior parte de seus equipamentos. A força aérea egípcia e três divisões do exército egípcio invadiram a fronteira da Líbia e capturaram algumas cidades fronteiriças importantes. Na operação, a FAE bombardeou quase todas as cidades, e uma base militar na área.
Outros estados árabes, então, pediram para Sadat não lançar uma invasão em grande escala à Líbia (que Sadat e seus generais supostamente planejavam fazer em 26 de julho). Sadat atendeu ao pedido e obrigou a Líbia a um cessar-fogo. O exército egípcio, em seguida, retirou-se do território ocupado.

## Armistício
A mediação pela Argélia, e pelo líder da Organização para Libertação da Palestina, Yasser Arafat, finalmente levou a um cessar-fogo. Sadat deu instruções às suas forças para interromper todos os ataques de 24 de julho de 1977 e os dois países concordaram com um armistício. Embora os combates terminassem no dia seguinte, um racha entre os países árabes permaneceu. Muitos governos árabes conservadores tinham simpatia por Egito e Sadat, enquanto os social-revolucionários progressistas aprovavam Líbia e Gaddafi.
Um editorial do The New York Times resumiu uma perspectiva americana da guerra, citando um palestino "Se os árabes não tem Israel para lutar, eles estarão lutando uns contra os outros".
Em agosto de 1977, um acordo de troca de prisioneiros de guerra levou a um relaxamento da tensão entre os dois estados. Após quatro dias de combates, as baixas egípcias chegaram a 100 mortos ou feridos, enquanto as vítimas líbias, 400 mortos ou feridos.

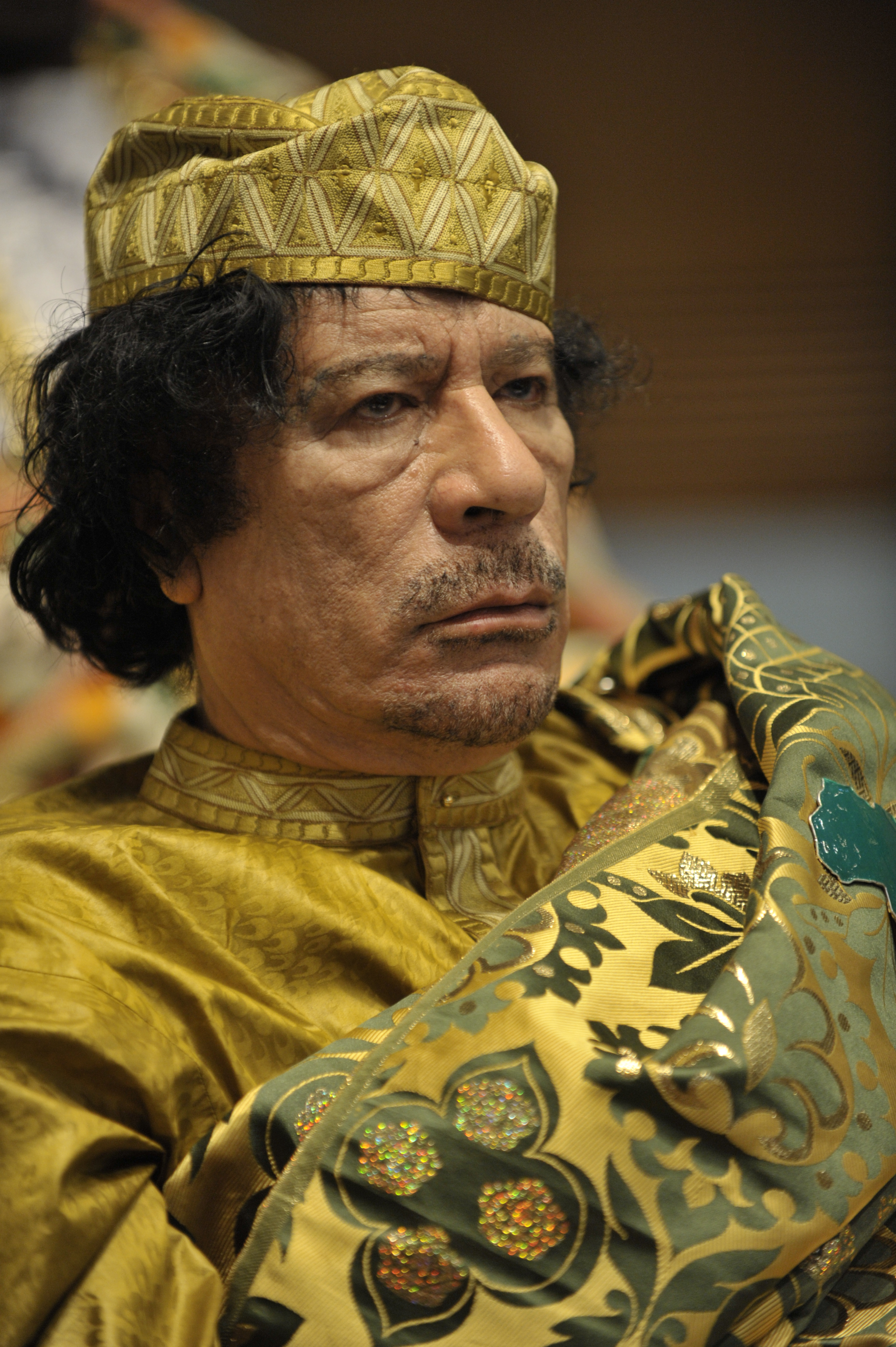
Presidente da Líbia, Muammar al-Gaddafi.
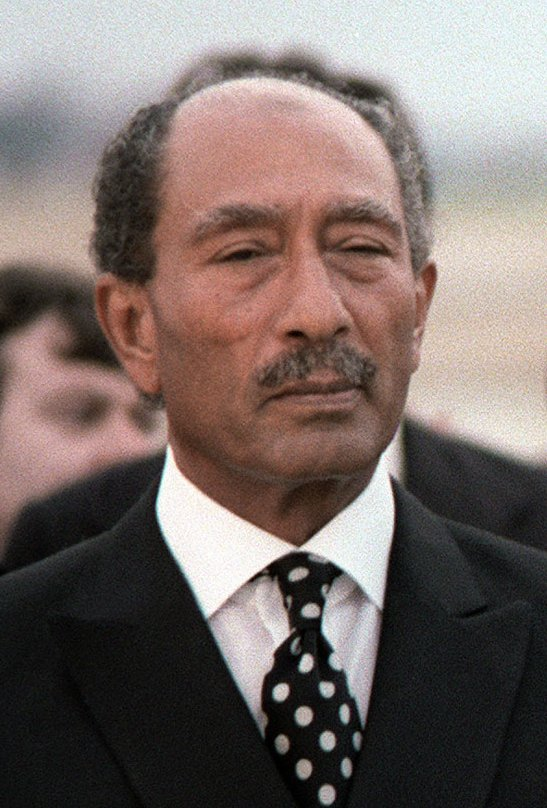
Presidente do Egito, Anwar Al Sadat.
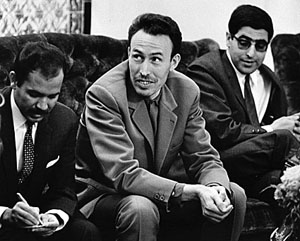
Presidente da Argélia, Houari Boumédiène.